# رئد

رئد النفل الأبيض

الرِئد (جمع: أرآد) أو الرَّكُوب أو رئدي (بالإنكليزية: stolon) ساق تنمو أفقياً فوق الأرض يستعملها النبات للانتشار وتكوين نباتات جديدة تطلق جذوراً وسوقاً عند العقد الساقية. النفل الأبيض والفراولة هي أمثلة لنباتات تنتشر بهذه الطريقة. يطلق على النبات الذي يتكاثر بهذه الطريقة اسم رَكُوبيّ.